# Sebastian Räther
Sebastian Räther (* 23. Juli 1971 in Hamburg) ist ein deutscher Jazzmusiker (Kontrabass, Bassgitarre, Komposition).

## Leben und Wirken
Räther begann, mit zwölf Jahren E-Bass zu spielten. 1989 gewann er einen Ersten Preis beim Landeswettbewerb Jugend jazzt in Schleswig-Holstein. Zwischen 1991 und 1993 gehörte er zum LandesJugendJazzOrchester Hamburg. Von 1993 bis 1998 studierte er Kontrabass bei Dieter Manderscheid an der Hochschule für Musik und Tanz Köln; im Rahmen des Studiums war er auch mit Dave Liebman auf Tournee.
Nach dem Abschluss arbeitete Räther als Musiker. Zwischen 1997 und 2000 war er Mitglied von Alex Oriental Experience (Live in Bremen). Er gehörte zu der Gruppe sublim von Angelika Niescier (CDs 2002, 2006, 2009) und zum Quintett von Tom Lorenz. Mit dem Thoneline Orchestra entstanden die Alben Panta Rhei und Black & White Swan, mit dem Cologne Contemporary Jazz Orchestra Plays Slayer.
Im Quartett Zoom mit Stephan Mattner, Philipp van Endert und Jo Beyer nahm Räther die Alben No Need to Talk und The Curse of Unspoken Words auf. Ferner arbeitete er mit dem WDR Funkhausorchester, dem Filmorchester Babelsberg, den Symphonikern in Duisburg, dem Chilly Gonzales’ Chamber Orchestra und der Sängerin Pe Werner. Er ist weiterhin auf Alben vom Frank Speer Acoustic Quartet, tomatic 7, Stephan Meinberg, Peter Autschbach, Mario Mammone, Beam und The Bliss zu hören.

## Diskographische Hinweise
- Futür: Kein Schnee (JazzHausMusik 2007, mit Christof Söhngen, Anna Kaluza, Patrick Hengst, Koljeticut)
- X Bits: Solo Pieces und Trioskizzen (JazzHausMusik 2010, mit Angelika Niescier, Jonas Burgwinkel)